# Limnophora pollinifrons
Limnophora pollinifrons är en tvåvingeart som beskrevs av Stein 1916. Limnophora pollinifrons ingår i släktet Limnophora och familjen husflugor. Arten är reproducerande i Sverige. Inga underarter finns listade i Catalogue of Life.